# موغنس هولم
موغنس هولم (بالدنماركية: Mogens Holm)‏ هو مجدف دنماركي، ولد في 10 فبراير 1941.

## وصلات خارجية
- موغنس هولم على موقع الاتحاد الدولي للتجديف (الإنجليزية)
- موغنس هولم على موقع أوليمبيديا (الإنجليزية)